# Postplatyptilia akerbergsi
Postplatyptilia akerbergsi là một loài bướm đêm thuộc họ Pterophoridae. Nó được tìm thấy ở Chile.
Sải cánh dài khoảng 19 mm. Con trưởng thành bay vào tháng 1.